# Мензинське сільське поселення
Ме́нзинське сільське поселення (рос. Мензинское сельское поселение) — сільське поселення у складі Красночикойського району Забайкальського краю Росії.
Адміністративний центр — село Менза.

## Населення
Населення сільського поселення становить 610 осіб (2019; 726 у 2010, 828 у 2002).

## Склад
До складу сільського поселення входять:
| Населений пункт | Населення, осіб (2002) | Населення, осіб (2010) |
| --------------- | ---------------------- | ---------------------- |
| Менза, село     | 395                    | 339                    |
| Укир, село      | 324                    | 289                    |
| Шонуй, село     | 109                    | 98                     |